# Прапор Ватикану
Прапор Ватикану — квадратне полотнище, що складається з двох рівновеликих вертикальних смуг, — жовтої і білої. В центрі білої смуги — герб Ватикану (два схрещені ключі під папською тіарою).
Прапор був створений за зразком прапору Папської області.
Прапор Ватикану так само як і прапор Швейцарії має квадратну форму (на відміну від більшості державних прапорів, яку мають прямокутну форму).

## Історія
Папська область здавна використовувала жовто-червоні кокарди як кольори римського сенату та римського народу. Хоча на прапорах це сполучення кольорів спочатку не використовували. У 1808 році папа Пій VII наказав папським збройним силам змінити червону смугу на білу, щоб відрізнятися від військ Наполеона.
У 1803 році Папська область почала використовувати у якості торгівельного прапору біле полотнище із зображенням папського герба - перехрещених ключів під папською тіарою. Статусу державного цей прапор набув 7 червня 1815 року. 
17 вересня 1825 року до прапору було додано жовту смугу. Смуги символізували метали, з яких зроблені ключі на папському гербі (срібло та золото). Ці кольори ймовірно походять від прапора папської гвардії зразка 1808 року. Це було перше використання двоколору .
Починаючи з 1831 папська піхота користувалася квадратним жовто-білим прапором. Спочатку на кольори він поділявся діагонально, але після 1849 року поділ став вертикальним на манер торгівельних прапорів.
8 лютого 1849 року, коли папа Пій IX перебував у Гаеті було проголошено Римську республіку, уряд якої користувався італійським червоно-біло-зеленим триколором із гаслом "Dio e Popolo" ("Бог і Народ") на центральній білій смузі. Після повернення до влади папського уряду 2 липня 1849 року, повернувся у офіційне використання і папський жовто-білий двоколор, яким користувалися аж до приєднання Папської області до Італії 20 вересня 1870 року.
Як прапор власне Ватикану був прийнятий 7 червня 1929 року папою Римським Пієм XI в рік підписання Латеранських угод та створення незалежної держави Святого Престолу.

найдавніший зафіксований варіант прапору Папської області (754-1803)
державний та військово-морський прапор Папської області зразка 1803-1825
прапор Папської області зразка 1825-1849 та 1849-1870
прапор Римської республіки (1849)
прапор папської піхоти зразка 1862-1870,  один з останніх варіантів державного прапору Папської області